# Eek-A-Mouse

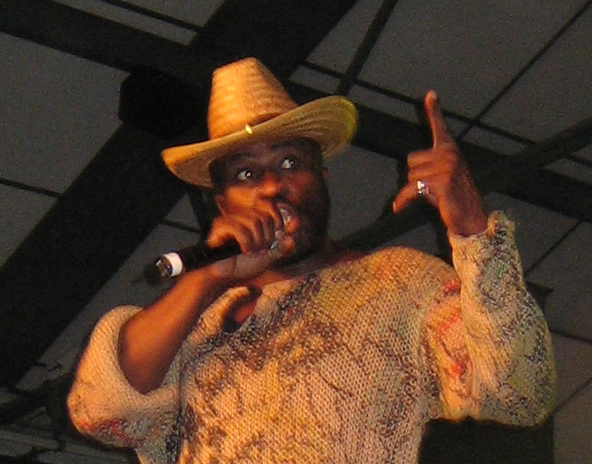
Eek-A-Mouse podczas SWEA Reggae Festival 2006, Sztokholm

Eek-A-Mouse, właśc. Ripton Joseph Hylton (ur. 19 listopada 1957 w Kingston na Jamajce) – jamajski muzyk reggae.

## Dyskografia
- 1980 – Bubble Up Yu Hip
- 1981 – Wa-Do-Dem
- 1982 – Skidip!
- 1983 – The Mouse and the Man
- 1983 – Assassinator
- 1983 – Live At Reggae Sunsplash
- 1984 – Mouseketeer
- 1985 – The King and I
- 1988 – Eek-A-Nomics
- 1991 – U-Neek
- 1996 – Black Cowboy
- 2001 – Eeeksperience
- 2004 – Mouse Gone Wild
- 2004 – Eek-A-Speeka
- 2006 – Live in San Francisco
- 2011 – Eekziled